# ألكسندر أوسوف
ألكسندر أوسوف هو لاعب كرة قدم روسي في مركز الدفاع، ولد في 19 يناير 1997. لعب مع FC Zenit Irkutsk ‏.